# Karbala (gouvernement)
Karbala is een gouvernement (provincie) in Irak.
Karbala telt 594.235 inwoners op een oppervlakte van 5034 km².